# Championnat d'Europe féminin de la FEF
Ne doit pas être confondu avec Championnat d'Europe féminin de futsal de l'UEFA.
 (mai 2022).
Le Championnat d'Europe Féminin Séniors UEFS  est une compétition Européenne de futsal pour femmes séniors (+ de 21 ans)

## Organisation
Le Championnat d'Europe Féminin de Futsal de l'UEFS est une compétition européenne qui réunit tous les 2 ans depuis 2007 les sélections nationales des membres qui lui sont affiliés.

## Résultats
| Date | Lieu     | Champion | 2e     | 3e        | 4e        | 5e     |
| ---- | -------- | -------- | ------ | --------- | --------- | ------ |
| 2007 | Tchéquie | Tchéquie | Russie |           |           |        |
| 2009 | Pologne  | Russie   | Galice | Tchéquie  | Catalogne |        |
| 2011 | Tchéquie | Tchéquie | Russie | Catalogne | France    | Italie |

## Sources